# Земская почта Донецкого округа
Зе́мская по́чта Доне́цкого о́круга — земская почта, организованная земской управой Донецкого округа (Область Войска Донского). Существовала с 1878 года. В округе были выпущены собственные земские почтовые марки.

## История почты
Земская почта Донецкого округа была открыта 29 сентября 1878 года. Почтовые отправления доставлялись из окружного центра станицы Каменской (ныне Каменск-Шахтинский) в девять земских почтовых пунктов округа для приема и выдачи служебных и частных почтовых отправлений дважды в неделю. Оплата доставки частных почтовых отправлений осуществлялась земскими почтовыми марками.

## Выпуски марок
Введённые с 1 января 1879 года марки Донецкой земской почты были номиналом 1/2 копейки и 5 копеек. Номинал был указан в центре марок и по их углам. На марках имелась надпись «Донецкая земская почта О. В. Д.» (сокр. от «Области Войска Донского»).
Выпущенные марки находились в обращении до 1 января 1880 года.

## Гашение марок
Гашение земских марок Донецкого округа осуществлялось чернилами (перечёркиванием).